# 한국가위바위보협회
한국가위바위보협회(영어: Korea Rock Paper Scissors Association)는 가위바위보 게임의 우수성과 건전성, 발전성을 인식하고 가위바위보를 통해 국민정서건강의 향상과 건전한 게임문화의 육성발전에 이바지함을 목적으로 2004년 설립된 단체이다. 또한 한국가위바위보협회는 2005년에 가위바위보 대회를 개최하였으며, 2011년 8월 가위바위보 한국선수권 대회를 개최하였다. 회장은 인천출신 개그맨 장용이다.

## 같이 보기
- 가위 바위 보